# Samorząd w I Rzeczypospolitej
Samorząd w I Rzeczypospolitej – ustrój I Rzeczypospolitej ukształtował się w XVI w. jednak ulegał degeneracji, w czasach panowania Stanisława Augusta Poniatowskiego (w latach 1764–1795) stanowił „niecentralizację” feudalną jak w innych państwach przed rewolucjami burżuazyjnymi. W Polsce opierała się na Monopolu, który utrzymał się do 1971 roku.

## Podstawa administracji
Podstawą administracji terytorialnej Królestwa Polskiego był szlachecki samorząd ziemski, który posiadał hierarchę urzędniczą, sąd ziemski oraz sejmik. Urzędnicy i sędziowie mogli pochodzić jedynie z osiadłej szlachty na danym terenie. Termin „Ziemia” (używany dopiero od XV w.) stosowano do jednostki terytorialnej na którą składał się Wojewoda, czyli najwyższy urząd w hierarchii urzędów ziemskich. Ziemia odnosiła się też jako część województwa, dzieliła się na:
1. a. szczególną (odrębna ziemia w stosunku do województwa)
2. b. zwykłą (np. województwo mazowieckie składało się z 10 ziem).

## Wielkie Księstwo Litewskie
Wielkie Księstwo Litewskie w czasach Unii Lubelskiej od 1569 roku: wtedy województwa dzieliły się na powiaty a powiat litewski (jako jednostka pomocnicza) był odpowiednikiem koronnej ziemi, zajmował się głównie sprawami sądownictwa, podatków oraz administracji. Ważną kwestię pełnił również urząd starosty, który był reprezentantem monarchy. Na Litwie występował on w każdym powiecie natomiast w Koronie było ich mniej niż powiatów.

## Podstawowy organ samorządu terytorialnego
Podstawowym organem samorządu był sejmik, który działał w Koronie i w powiecie na Litwie, czasem obejmowały dwa województwa (np. kaliskie i poznańskie). Sejmik tworzyła zjeżdżająca się szlachta, miał on wyznaczone przez prawo miejsce obrad. Było to istotną kwestią w rozstrzyganiu sporów w sprawach legalności sejmików oraz prawomocności uchwał. Na sejmiku podejmowało się ważne sprawy zdaniem szlachty. Nosiło to nazwę „rządów sejmikowych”, które próbowano znieść w 1717 roku jednak ta próba nie powiodła się, gdyż nie powołano żadnych organów, które byłyby w stanie przejąć zadania sejmików.

## Inicjatywa Sejmu Czteroletniego
Jednak w 1789 roku z tą inicjatywą wyszedł Sejm Czteroletni, który powołał na to stanowisko komisje porządkowe cywilno-wojskowe. Kadencja członków komisji trwała 2 lata (Na Litwie oprócz członków komisji wybierano również urzędników ziemskich). Istniał też samorząd innych stanów, który miał charakter bardzo ograniczony. W miastach powstawały rady miejskie (zwane też magistratami) z burmistrzem na czele (później zwanymi też prezydentami). Powstał również samorząd miejski, który dzielił się na wydziały, a ich przedstawiciele zasiadali w Sejmie. Organami samorządu wiejskiego wójt oraz przysiężni. Samorząd wiejski opierał się na obszarze gromady. Próba stworzenia administracji publicznej na wsi odbywała się podczas powstania kościuszkowskiego. Dozór na czele z dozorcą, którego wybierała komisja porządkowa miał obejmować od 1000 do 1200 gospodarstw. Dalszą zmianę modelu administracji przetrwał dopiero trzeci rozbiór Polski. Po trzecim rozbiorze nie było szansy na podobną strukturę samorządu. Dalsze losy opierały się jedynie na centralizacji.